# Internationale Kommunisten Deutschlands (1933)
Internationale Kommunisten Deutschlands ist der Name, den die (trotzkistische) Linke Opposition der KPD (Bolschewiki-Leninisten), deutsche Sektion der Internationalen Linken Opposition, im Oktober 1933 annahm, nachdem ihre Mitglieder entschieden hatten, nicht mehr als Opposition in der KPD auf deren Reform hinzuwirken, sondern Kurs auf den Aufbau einer neuen revolutionären Partei zu nehmen. 1938 nahmen die IKD an der Gründung der Vierten Internationale teil.

## Geschichte der IKD
In Deutschland wurden bis 1936 die meisten Ortsgruppen sowie die zentralen Strukturen der zwischen 600 und 1000 Mitglieder zählenden Linken Opposition bzw. der IKD von der Gestapo zerschlagen; halten oder reorganisieren konnten sich Gruppen bzw. Zellen u. a. in Berlin-Charlottenburg, Dresden, Leipzig, im Ruhrgebiet und in Hamburg. Die Widerstandstätigkeit der IKD erfolgte regional teilweise in enger Zusammenarbeit mit der SAPD und dem Leninbund; Aktivitätsfelder waren v. a. die Betriebsarbeit aber auch Intellektuellenzirkel, jüdische Jugendorganisationen und kirchliche Kreise. Daneben bestand (neben einer französischsprachigen) auch eine deutschsprachige trotzkistische Zelle der IKD im KZ Buchenwald, der auch Mitglieder aus Österreich und Polen sowie der ehemalige Reichstagsabgeordnete Werner Scholem angehörten. Viele Mitglieder der IKD, darunter die gesamte Inlandsleitung (u. a. Hans Berger und Heinz Leidersdorf), wurden von den Nationalsozialisten ermordet.
Die IKD gaben im Exil die Zeitung Unser Wort heraus; die erste Nummer erschien im März 1933 in Prag, die letzte im Juni 1941 in New York. Die IKD-Exilleitung („Auslandskomitee“) um Josef Weber emigrierte um 1940 in die USA, entfernte sich zunehmend vom Trotzkismus und gab dann ab 1947 die Zeitschrift Dinge Der Zeit heraus.
Von Mai 1943 bis Juli 1944, unter der deutschen Besatzung, brachten Mitglieder der IKD in Frankreich zusammen mit französischen Trotzkisten Flugblätter und eine Zeitung Arbeiter und Soldat heraus, mit der sie sich an die Arbeiter unter den deutschen Soldaten wandten. Der führende Kopf dieser Gruppe, Martin Monath, wurde am 13. Juli 1944 von der Gestapo verhaftet und wenige Tage danach umgebracht.
Nach dem Zusammenbruch des Naziregimes wurden die IKD durch rückkehrende Emigranten wie Georg Jungclas und Kader, die den Faschismus in Deutschland überlebt hatten wie Oskar Hippe (Berlin), sowie Helfer aus anderen Ländern reorganisiert. In der sowjetischen Besatzungszone wurden diese Bemühungen bald unterdrückt; Hippe wurde am 12. September 1948 in Halle verhaftet und verbrachte dann acht Jahre in Zuchthaus und Arbeitslager.
1951 gründeten die IKD zusammen mit ehemaligen KPD-Mitgliedern die Unabhängige Arbeiterpartei Deutschlands (UAPD), die aber trotz Unterstützung aus Jugoslawien schon 1952 wieder aufgelöst wurde.
Die IKD folgte der Mehrheitsentscheidung des Weltkongresses der Vierten Internationale von 1953, in den sozialdemokratischen und kommunistischen Massenparteien ihrer Länder an der Herausbildung eines linken, revolutionären Flügels zu arbeiten („Entrismus“), statt darauf zu setzen, sich als kleine „Splittergruppe“ selbst zu einer Massenpartei zu entwickeln. Die IKD traten dann nicht mehr als eigenständige Organisation in Erscheinung.
Mitglieder der von da an nur noch „deutsche Sektion der Vierten Internationale“ genannten Gruppe arbeiteten mit linken Sozialdemokraten wie Peter von Oertzen und Theo Pirker, dem Korsch-Anhänger und niedersächsischen SPD-Landtagsabgeordneten Erich Gerlach sowie unabhängigen Marxisten wie Wolfgang Abendroth an der Herausgabe der Zeitschrift Sozialistische Politik (1954–1966), später der Zeitung express international. Als presserechtlich verantwortlich für die letzten Ausgaben der Sozialistischen Politik zeichnete Peter von Oertzen. Jakob Moneta wurde Chefredakteur der Metall, der Zeitung der IG Metall.
Die Sektion spielte eine bedeutende Rolle bei der Unterstützung des algerischen Befreiungskampfes gegen den französischen Kolonialismus. Einige ihrer Mitglieder wirkten in Marokko am Aufbau einer geheimen Waffenfabrik der FLN mit. Zur politischen Aufklärungsarbeit diente die Zeitschrift Freies Algerien, deren Redakteur („Schriftleiter“) Georg Jungclas war.
Die revolutionären Ereignisse des Jahres 1968, die Tet-Offensive in Vietnam, der Pariser Mai und der Prager Frühling, dazu die Entwicklung der Studentenbewegung, die Radikalisierung des SDS und die Jugendradikalisierung allgemein, brachten die deutschen Trotzkisten dazu, sich u. a. über die bisherige Entrismus-Politik zwischen 1969 und Anfang 1971 zu spalten und unter den Namen Gruppe Internationale Marxisten (GIM) und Revolutionär-Kommunistische Jugend (RKJ) einerseits sowie Internationale Kommunisten Deutschlands (IKD) (der alte Name wurde nun wieder verwendet) und Kommunistische Jugendorganisation (KJO) – aus beiden Organisationen entstand 1974 der Spartacusbund (SpaBu) – andererseits wieder offen aufzutreten.
Davor lag noch der Versuch, mit der Zeitung was tun führende Vertreter des SDS in ein gemeinsames Projekt einzubinden. Dieses Projekt kam aber nach dem Attentat auf Rudi Dutschke, und im Zuge des politischen Zerfalls des SDS, in dem es bereits zu verschiedenen und gegensätzlichen Fraktionierungen kam, zum Scheitern. Einerseits grenzte man sich von den entstehenden, sich auf den Marxismus-Leninismus beziehenden maoistischen, stalinistischen Gruppen ab, andererseits ebenso von den „spontaneistischen“ Gruppierungen. Die Zeitung was tun erschien dann nur noch als Zeitung der GIM bzw. ihrer Jugendorganisation der Revolutionär-Kommunistischen Jugend.